# Baron Adrian
Baron Adrian, of Cambridge in the County of Cambridge, war ein erblicher britischer Adelstitel in der Peerage of the United Kingdom.

## Verleihung
Der Titel wurde am 28. Januar 1955 für den Physiologen und Nobelpreisträger Edgar Douglas Adrian geschaffen.
Der Titel erlosch, als sein Sohn, der 2. Baron, am 4. April 1995 kinderlos starb.

## Liste der Barone Adrian (1955)
- Edgar Douglas Adrian, 1. Baron Adrian (1889–1977)
- Richard Hume Adrian, 2. Baron Adrian (1927–1995)